# Juana Manuela Gorriti
Juana Manuela Gorriti Zuviria (Rosario de la Frontera, 15 de junio de 1818-Buenos Aires, 6 de noviembre de 1892) fue una escritora y cronista argentina, considerada la primera mujer novelista de la literatura argentina. Perteneciente al clan jujeño de los Gorriti, de importante actuación en la Independencia Argentina y en la Guerra Gaucha. Primera dama de Bolivia, esposa del presidente Manuel Belzú, fue testigo directo también de la consolidación de ese país. En su exilio en Lima continuó con su labor de tertulias culturales y sus escritos, fundando una revista cultural. Finalizó sus días en Buenos Aires, en su país natal.

## Biografía

### Nacimiento
Los historiadores no se ponen de acuerdo con la fecha de exacta de nacimiento, Tristán Valdaspe documenta, en su Historia de la literatura castellana, 1809 como su fecha de nacimiento y 1874 su fallecimiento. Por su parte, Julio A. Muzzio afirma en su Diccionario histórico y bibliográfico de la República Argentina que el nacimiento fue el 15 de junio de 1818; esta fecha la reitera José Arturo Scotto en Notas Biográficas de 1910 que también da fecha a su muerte, el 6 de noviembre de 1892. Mientras que el diario La Nación, en su suplemento Sueños y realidades del año 1907, afirma que nació en junio de 1814 sin precisar fecha de fallecimiento. Por su parte, Ricardo Rojas, en Literatura Argentina, solo da fecha a su fallecimiento, el 6 de noviembre de 1892.
En un estudio realizado para confeccionar una placa de bronce realizada a principios del siglo XX por la Sociedad de Ayuda Mutua del Personal Subalterno de las escuelas del CE16 para donar a la institución que lleva su nombre se utilizan las siguientes fechas y lugares de su nacimiento y muerte: el nacimiento el 15 de junio de 1818 en Horcones, provincia de Salta (según una información de Delfín Gorriti) y la fecha de defunción el 6 de noviembre de 1892 en Buenos Aires, de acuerdo a un aviso fúnebre publicado al día siguiente en el diario La Nación.
En la Iglesia del Socorro se encuentra el acta de defunción.
Nació en Horcones (cabeza de estancia de los Gorriti ubicada al norte de la actual  Rosario de la Frontera, Salta). Pasó allí sus veranos, aunque su familia estaba en la estancia que fuera de su abuelo paterno, y en el antiguo fuerte de Miraflores, a orillas del río Pasaje (también llamado río Juramento), donde su padre compró una estancia. Su familia estaba radicada en Jujuy y en Salta luego Fue hija del abogado y patriota jujeño José Ignacio Gorriti (tres veces Gobernador de Salta) y Feliciana Zuviría, tucumana hermana del jurisconsulto Facundo Zuviría, casados en Rosario de la Frontera. Fue la penúltima de ocho hermanos.

### Familia

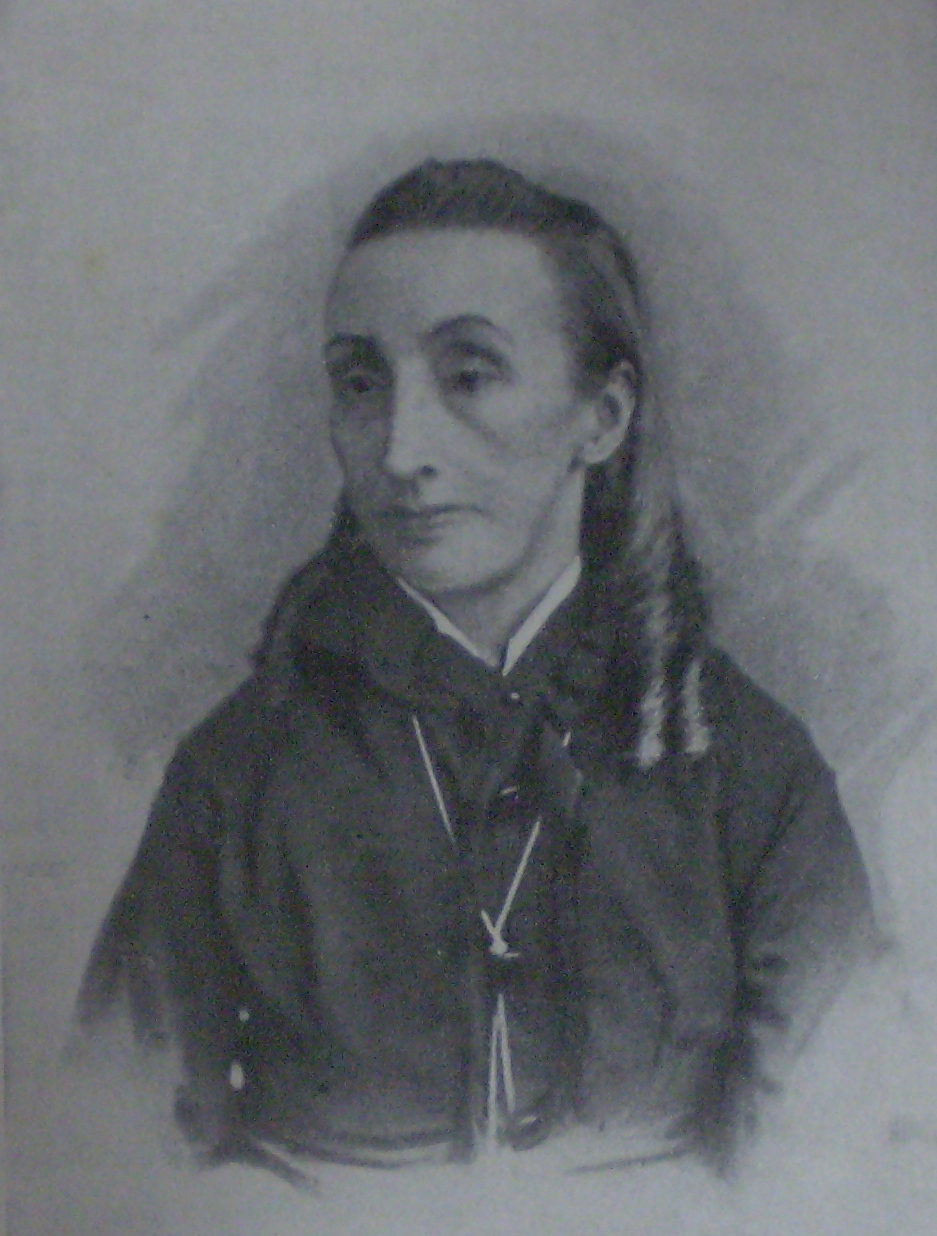
Retrato de Gorriti

Su padre fue José Ignacio Gorriti, diputado representante de Salta en el Congreso de Tucumán que declaró la Independencia el 9 de julio de 1816, fue gobernador de la provincia de Salta y amigo personal del Gral. Güemes. Contribuyó a la causa de la independencia aportando dineros y hacienda y fue combatiente. Su madre fue Feleciana Zuviría. Su abuelo paterno murió en Horcones y fue sepultado en la antigua iglesia parroquial de Rosario de la Frontera en 1875.
Una tía la envió a la ciudad de Salta a los seis años para que estudiara en una escuela religiosa, pero no toleró estar encerrada, se enfermó y debió volver a su hogar, lo que fue el fin de sus estudios formales. A partir de entonces leyó numerosos libros y comenzó a escribir cuentos.
En 1831, siendo su padre unitario, y tras enfrentar en armas al federal Facundo Quiroga, su familia se vio obligada a emigrar de Horcones y Miraflores y radicarse en Bolivia, específicamente en la provincia de Tarija, donde recibió el afecto y consideración del pueblo y autoridades, esto debido a que antes su padre José Gorriti fue gobernador de Salta y, por ende de Tarija. La familia Gorriti se estableció en la ciudad de Tarija en habitaciones facilitadas gentilmente por la familia Ávila Ichazo (hoy sobre las calles Gral. Trigo y Aráoz de La Madrid); en dicha vivienda, para su manutención, se dedicaron a la elaboración y venta de empanadas.
Allí vivió entre los libros de la biblioteca que su padre había trasladado desde Horcones, tierra a la que siempre evoca en su obra.
Manuela estudió brevemente en Salta, pero aprendió a hacerse fuerte en el destierro.

### Matrimonio

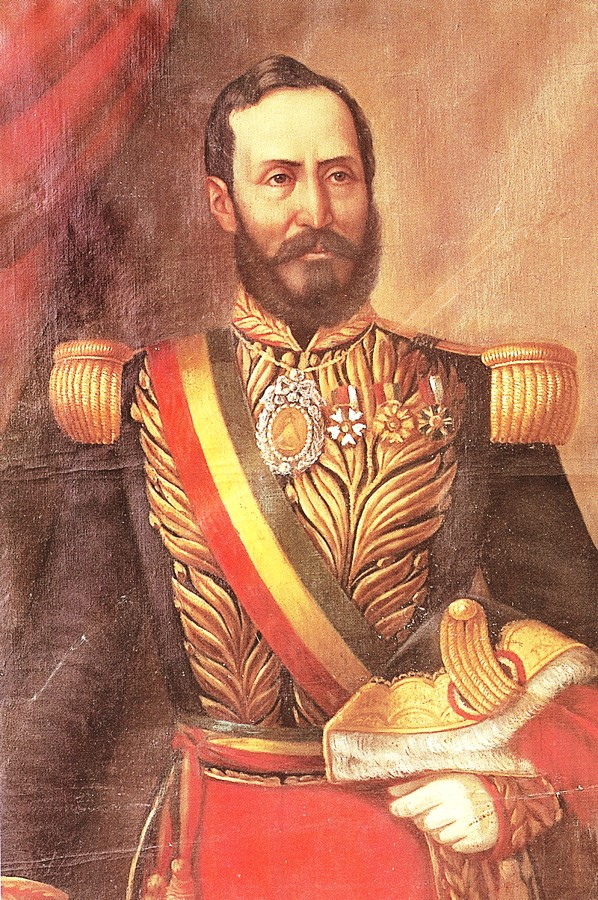
Presidente de Bolivia Manuel Isidoro Belzu (1808-1865) gobernó el país durante 7 largos años desde 1848 hasta 1855. Se casó en 1832 (a sus 24 años) con la adolescente de apenas 14 años de edad Juana Manuela Gorriti (1818-1892).

Meses más tarde, mientras la familia Gorriti residía en Tarija, el 10 de abril de 1832 arribó a la ciudad de Tarija el capitán Manuel Isidoro Belzú por órdenes del coronel José Ballivián y; semanas después, Juana Manuela y Belzú se conocieron y se enamoraron.
Pese a la fuerte y tenaz oposición de su padre, Juana Manuela Gorriti —de 14 años— se casó con Manuel Isidoro Belzú —de 24 años—, hombre de temperamento vibrante e impetuoso, contrajeron nupcias el 19 de agosto de 1832 en Tarija, en la Iglesia Matriz y, fungiendo de testigos: Francisco Burdett O'Connor y Sebastián Agreda, los actos sociales se realizaron en la casa del coronel Francisco O’Connor y su esposa Francisca Ruyloba Echevarría.
El texto de la trascripción dice:

En esta Santa Iglesia Matriz de la Ciudad de Tarija, a los diez y nueve días del mes de agosto de mil ochocientos treinta y dos. El Señor Provisor y Gobernador Eclesiástico Doctor Don Baltazar de Arce, habiéndose leído las tres proclamas dispuestas por el Santo Concilio de Trento en tres días continuos de fiesta después del Evangelio de la Misa Parroquial y no resultando impedimento alguno, casó al Capitán Don Manuel Isidoro Belzu, soltero, residente en esta ciudad, hijo legítimo de los Ciudadanos N.N. con Doña Juana Manuela Gorriti, soltera, residente en esta misma ciudad, hija legítima del Señor General argentino Don José Ignacio Gorriti y Doña Feliciana Suviría, examinados previamente de la Doctrina Cristiana y tomado el mutuo consentimiento de que recíprocamente fueron preguntados; siendo testigos el Señor General de Brigada Francisco Burdett O’Connor y el Comandante del Tercer Batallón de Bolivia Sebastián Agreda. Para que conste, lo firmo yo el Cura Rector de esta Santa Iglesia.

Fernando Marín

Abandonaron Tarija y construyeron un hogar que fue tranquilo en los primeros tiempos, nacieron de esta unión dos niñas: Edelmira y Mercedes, que se casarían con un miembro de la oligarquía chuquisaqueña y con el general Jorge Córdova (el cual años después sería futuro presidente de Bolivia), respectivamente.
Belzú abandonó su hogar para ponerse al frente de un batallón, presentándose en el palacio gubernamental para exigir la renuncia del presidente Ballivián. Su intento fracasó, fue procesado, destituido y expatriado al Perú.
Aunque Juana estaba en desacuerdo con lo actuado por su esposo, porque iba contra sus principios, lo siguió a Perú. Sin embargo, su compañero preparó una nueva revuelta para ponerse al frente de un ejército con el propósito de derrotar al gobierno de su país. Entró triunfante en La Paz y se proclamó presidente de la República en el año 1848.
Juana quedó sola en Lima, donde abrió una escuela mixta de educación primaria, que pudo formar a varias generaciones de mujeres limeñas.  Allí tuvo origen su ya famoso salón literario, que congregó a las personalidades más sobresalientes. Sus cuentos y novelas fueron publicados y difundidos en Chile, Colombia, Venezuela, Argentina, Madrid y París.
Su matrimonio con Manuel Isidoro Belzú fue desgraciado, pues éste, en afán de permanecer en el centro de la vida boliviana, no dudó en conspirar y fomentar rebeliones en Bolivia con tal de recuperar el poder en la naciente República, sumiendo al país en una permanente inestabilidad política, luego del derrocamiento del mariscal Andrés de Santa Cruz (en 1838)
Belzú, con su talento y carisma logró fanatizar a las masas. Indígenas y mestizos de La Paz lo veneraban llamándolo el Tata Belzú (papá Belzú). A su esposa, le correspondió demostrar su pétrea fortaleza, en los trágicos sucesos del 26 de marzo de 1865. Ese día, Belzú logró que un levantamiento popular tomara la ciudad de La Paz, ocupara los edificios públicos, declarara depuesto al dictador Mariano Melgarejo y proclamase a Belzú como presidente. Sin embargo, los sublevados no contaron con el arrojo de Melgarejo, quien sable en mano y al frente de una pequeña división de coraceros, secundados por el coronel Narciso Campero Leyes, se abrió paso desde las lomadas de El Alto hasta el Palacio de Gobierno frente al cual, en la plaza, la multitud se emborrachaba como festejo del triunfo. Melgarejo ingresó al Palacio y desoyendo las súplicas de Campero, ultimó de un disparo a Belzú, tomó el cadáver ensangrentado y lo presentó a la multitud. Narciso Campero en sus memorias describe que luego de este hecho, el cadáver de Belzú fue ultrajado y abandonado en el primer piso del Palacio, hasta que su esposa Juana Manuela Gorriti se presentó para reclamarlo.
Ante estos trágicos sucesos, la escritora traza una línea al pasado y lo despide con elocuentes palabras:

El 27 de marzo de 1865, dos días después de la fecha de la carta de Ud., Belzú, mi marido, el hombre que enlutó mi destino entero, vencedor de un combate en el que el pueblo derrotó al ejército, fue asesinado por el general que mandaba este. Vinieron a decirme que Belzú había caído atravesadas las sienes de un balazo, y yo corrí en medio del combate; llegué hasta donde yacía el desventurado ya cadáver, lo levanté en mis brazos y en ellos lo llevé a casa: a ese hogar que él había abandonado tanto tiempo hacía! Con mis manos lavé su ensangrentado cuerpo, y acostándolo en su lecho mortuorio, lo velé y no me aparté de él hasta que lo coloqué en la tumba. La misión de la esposa parecía ya acabada; mas he aquí el pueblo que me rodea y me pide más: me pide que lo vengue. Sí: lo vengaré con una noble y bella venganza, haciendo triunfar la causa del pueblo que era la suya.
Juana Manuela Gorriti de Belzú

### Viaje a Buenos Aires y regreso a Perú
En 1874 se estableció en Buenos Aires, donde se dedicó a recopilar e imprimir su producción y a escribir relatos autobiográficos, como el texto titulado Lo íntimo, editado luego de su muerte, acaecida en Buenos Aires, en 1892.
En 1879 regresa a Lima, donde fallece su hija Mercedes. Entre 1880 y 1886 alternó entre Lima y Buenos Aires. En 1886, anciana y enferma, regresó desde Buenos Aires a Salta en ferrocarril, acosada por el presentimiento de la muerte, para visitar los escenarios de su infancia. Si en Juana Manuela se gestó con tanta fuerza el dolor es porque tuvo un gran asidero en su casi opuesto sentimiento, el amor, que es el eje de sus movimientos, hasta la gran batalla con la soledad. En sus últimos años, busca los lugares de su felicidad, y no cesa de viajar mentalmente hacia ellos, recordándolos. Con ella se cierra la etapa de los precursores de la novela argentina, por el solo hecho de haber tenido que valerse por sí misma, encontrando un mundo hostil e insensible a sus aspiraciones.
Juana Manuela Gorriti se ha hecho célebre no solo por su vida llena de vicisitudes y por su innegable valor como literata, y por ser en su madurez una política progresista, sino también por su interesante libro de arte culinaria llamado La cocina ecléctica, el cual, además del valor gastronómico, tiene un gran valor documental, ya que aporta muchas recetas folclóricas argentinas, de otros países latinoamericanos e incluso cocina europea de su época.

### Fallecimiento

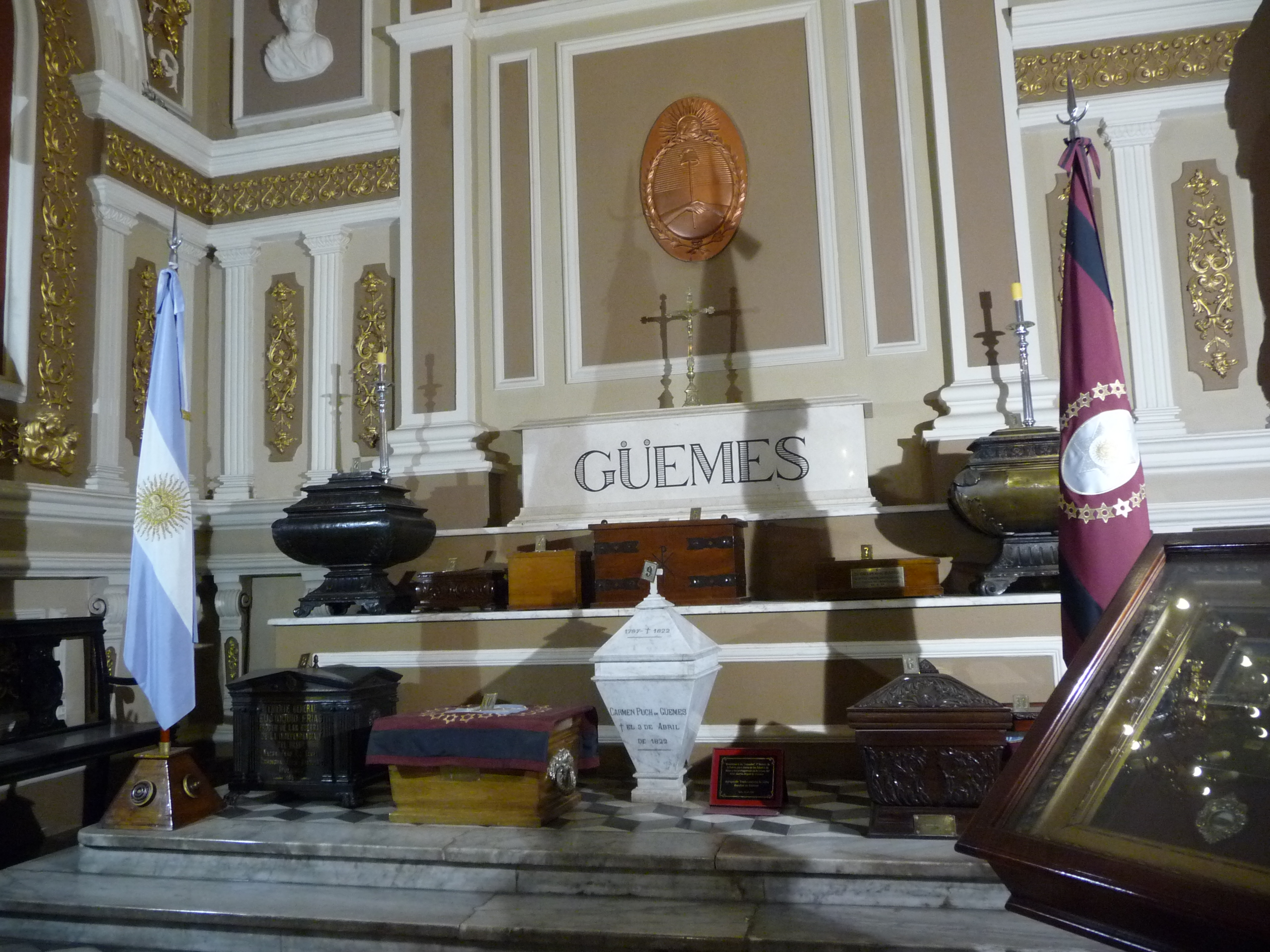
Panteón de las Glorias del Norte, Catedral de Salta.

Sus restos, que estaban en el Cementerio de La Recoleta, primero depositados en la bóveda perteneciente a la familia Posch, descansan en el Panteón de las Glorias del Norte, en la Catedral de la ciudad de Salta. Una estrofa del Himno a Rosario de la Frontera la evoca encendidamente como la máxima personalidad de la cultura surgida de esta tierra del sur de la provincia de Salta.

## Obras
El periódico El Comercio publicó por entregas en 1851 la novella juvenil La quena, cuyo argumento es una historia de amor entre una princesa de los incas y un español, que Juana Manuela pudo haber escrito cuando tenía dieciocho años, siendo la primera de una serie de publicaciones de variadas temáticas que escribiría y publicaría en forma sucesiva.

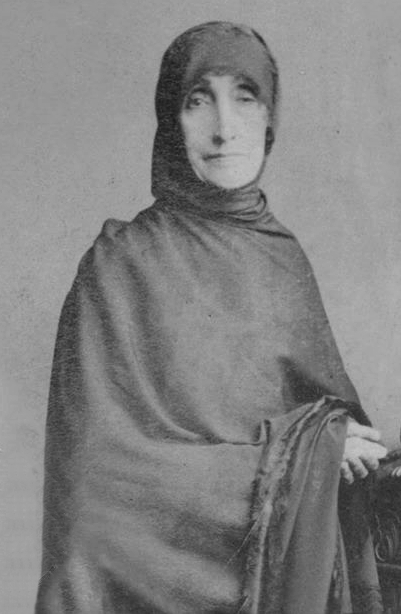
Juana Manuela Gorriti primera novelista argentina

En 1848 publicó el relato La quena, obra que marcó el inicio de la novela en Argentina. A esta publicación le siguieron una extensa serie de títulos como Sueños y realidades en 1865, Don Dionisio Puch y El Pozo del Yocci en 1869, Panoramas de la vida en 1876, dos años después Misceláneas, en 1892 escribió tres libros, La tierra natal, Perfiles y Veladas literarias de Lima. Gorriti va perfeccionando su escritura a medida que va desarrollando su vida, centrándose en la región andina de Argentina, Bolivia y Perú. En sus textos se puede analizar como se construyó un espacio femenino dentro de la cultura de cada país, además de otros aspectos culturales.
Cuando escribió Sueños y realidades debió hacerlo tres veces porque el manuscrito original se perdió en el viaje hacia Buenos Aires. Es considerada una autora argentina a pesar de haber vivido mucho tiempo en el extranjero.
En el relato Misceláneas describió sus días de casada, su vida en Bolivia donde los soldados y sus compañeras se divertían de diferentes formas: fiestas, apuestas, charadas y juegos.

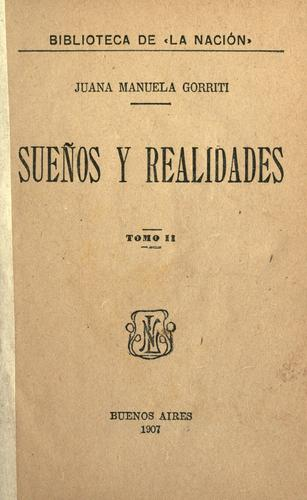
Sueños y realidades, tomo II, publicado en 1907

### Novelas
- La Quena.
- Álbum de un peregrino.
- El pozo de Yocci. (1869)
- Oasis en la vida (1888).
- La tierra natal. (1889).

### Cuentos
- Quien escucha su mal oye.
- Una apuesta.
- El lucero del manantial.
- La hija del mazorquero.
- La Hija del Silencio.
- El guante negro.

### Periodismo
- Funda la revista internacional La alborada del Plata.

### Panoramas de la vida
- Un drama de 15 minutos.
- El postrer mandato.
- Un viaje aciago.
- Una querella.
- Belzú.
- Los mellizos del Illimani.
- Una visita al manicomio.
- Un viaje al país del oro.
- El emparedado.
- El fantasma de un rencor.
- Una visita infernal.
- Yerbas y alfileres.
- Caer de las nubes.
- Nuestra Señora de los Desamparados.
- Impresiones del dos de mayo.
- Gethsemaní.
- El día de difuntos.
- La ciudad de los contrastes.
- Escenas de Lima.
- Camila O'Gorman.
- Feliza.

### Listado
- Cocina ecléctica
- Sueños y realidades (en inglés).
- Peregrinaciones de un alma triste

### Edición de las obras completas
- Gorriti, Juana Manuela [investigación y cuidado de la ed. Alicia Martorell: Obras completas (6 tomos). Salta (Argentina): Fundación del Banco del Noroeste, 1993-1999. ISBN 987-99027-1-8.
- Gorriti, Juana Manuela: Un solo de quena. La quena y otras narraciones. La tinta del calamar ediciones, mayo de 2008. Con un prólogo a la presente edición de Ricardo González Leandri y Clara Obligado.

## Homenajes
Numerosas escuelas de Argentina llevan su epónimo, como la Escuela N.º 2 en la ciudad de Buenos Aires, en el barrio de Villa Urquiza.
También lleva su nombre la biblioteca de la Escuela N° 8 "General Martín Miguel de Güemes" de Villa Argüello, Berisso.

### Literatura acerca de Juana Manuela Gorriti
- Arambel-Guiñazú, María Cristina, y Claire Emilie Martín (2001): Las mujeres toman la palabra. Escritura femenina del siglo XIX en Hispanoamérica (volumen I). Madrid/Frankfurt: Iberoamericana/Vervuert, 2001.
- Batticuore, Graciela (1999): El taller de la escritora: veladas literarias de Juana Manuela Gorriti. Lima - Buenos Aires (1876/1877-1892). Rosario: Viterbo (Biblioteca Tesis: ensayo), 1999.
- Efrón, Analía (1998): Juana Gorriti. Una biografía íntima. Buenos Aires: Sudamericana, 1998.
- Fletcher, Lea (1994): Mujeres y cultura en la Argentina del siglo XIX. Buenos Aires: Feminaria, 1994.
- Iglesia, Cristina (1993): El ajuar de la patria: ensayos críticos sobre Juana Manuela Gorriti. Buenos Aires: Feminaria, 1993. ISBN 987-99025-3-X.
- Mercader, Martha: Juanamanuela, mucha mujer (novela). Buenos Aires: Sudamericana, 1980.
- Mizraje, María Gabriela (1999): Argentinas desde Rosas hasta Perón: Mariquita Sánchez, Juana Manso, Juana Manuela Gorriti, Eduarda Mansilla, Emma de la Barra, Alfonsina Storni, Norah Lange, Victoria Ocampo, Beatriz Guido, Alejandra Pizarnik, Griselda Gambaro. Buenos Aires: Biblos (Biblioteca de las Mujeres: 9), 1999. ISBN 950-786-223-4.
- Molina, Hebe Beatriz (1999): La narrativa dialógica de Juana Manuela Gorriti. Mendoza (Argentina): Facultad de Filosofía y Letras de la Universidad Nacional de Cuyo, 1999.
- Arguedas, Alcides, Historia General de Bolivia. La Paz: Juventud, reimpresión, 1984
- Margarita Pierini (2010). Versiones cruzadas, presencias y omisiones en nuestra historia cultural: el caso de Juana Manuela Gorriti [de Belzú], ensayo presentado en el Primer Encuentro Argentino-Boliviano de Historiadores “Historias compartidas de encuentros y desencuentros”, Cochabamba (Bolivia), Universidad Nacional de Quilmes, 2010.
- Royo, Amelia (1999). Juanamanuela, mucho papel: algunas lecturas críticas de textos de Juana Manuela Gorriti. Ediciones del Robledal. ISBN 9879364023. OCLC 43938897. Consultado el 25 de agosto de 2018.
- Ward, Thomas (2018). "El incaísmo del Inca Garcilaso en la narrativa corta de Juana Manuela Gorriti". Revista de Crítica Literaria Latinoamericana. Año XLIV, Nº 88 (segundo semestre): 363-388.